# Harmadlagos forrás
A harmadlagos forrás olyan mű, ami elsődleges és másodlagos források alapján dolgoz ki (szintetizál) egy adott témát, témakört.
A harmadlagos források nem tekinthetőek sem eredeti forrásanyagoknak, sem pedig az eredeti anyagot feldolgozó kutatásnak; céljuk a már meglévő kutatások rendszerezése, strukturálása vagy ezek adott célközönségnek való átalakítása.
Harmadlagos forrás például a lexikon vagy az enciklopédia.

## Fordítás
- Ez a szócikk részben vagy egészben  a   Tertiary source című angol Wikipédia-szócikk ezen változatának fordításán alapul.  Az eredeti cikk szerkesztőit annak laptörténete sorolja fel. Ez a jelzés csupán a megfogalmazás eredetét és a szerzői jogokat jelzi, nem szolgál a cikkben szereplő információk forrásmegjelöléseként.